# Frédéric Delvaux
Frédéric François Marie Delvaux (Leuven, 7 juli 1834 - Antwerpen, 31 december 1916) was een Belgisch advocaat en politicus voor de  Liberale Partij.

## Levensloop
Delvaux promoveerde tot doctor in de rechten aan de Universiteit Luik (1859). Hij schreef zich in als advocaat bij de balie van Antwerpen. Hij werd een vooraanstaand advocaat en was verschillende malen stafhouder. Hij werd een belangrijke personaliteit in de ondernemerswereld van de metropool en werd onder meer bestuurder van de Centrale Antwerpse Bank, bestuurder van de Houilleries-Unies de Charleroi en bestuurder van de Antwerpse Trammaatschappij.
Delvaux werd politiek actief door toe te treden tot de Liberale Associatie. Hij werd er achtereenvolgens secretaris, ondervoorzitter en van 1885 tot 1911 voorzitter van. Hij zat ook de Vereenigde Liberalen van Antwerpen voor, de koepelorganisatie van de Antwerpse kiesverenigingen. Van 1878 tot 1884 en van 1888 tot 1900 maakte Delvaux deel uit van de Antwerpse provincieraad voor het kanton Antwerpen. Bij de eerste verkiezingen volgens het algemeen meervoudig stemrecht in 1900 werd hij tot Volksvertegenwoordiger verkozen en bleef dit mandaat behouden tot aan zijn dood. Hij steunde de overname van Congo-Vrijstaat door België. Bij het uitbreken van de oorlog op 4 augustus 1914 verenigden zich de beide Kamers en zat Delvaux de vergadering als ouderdomsdeken voor.
Uit zijn eerste huwelijk met Hortense Kennedy had hij een dochter Alice, die trouwde met Emile Grisar, zoon van de koopman Gustave Grisar die net als Delvaux bijzonder actief was in de Liberale Associatie. Delvaux hertrouwde na het overlijden van zijn eerste echtgenote met Julie Pecher, dochter van de welstellende liberale handelaar Édouard Pecher (1825-1892) en kleindochter van de reder en liberale politicus J.-F. Cateaux-Wattel (1794-1868).
Julie Pecher was voorheen gehuwd geweest met Guillaume Bernays, telg uit het geslacht Bernays, die in 1882 vermoord werd door Léon Peltzer. De zaak-Peltzer verwekte grote opschudding die, door de insinuatie dat Édouard Pecher zelf opdracht had gegeven om zijn schoonzoon uit de weg te ruimen, ook een electorale dimensie had gekregen. Op het proces pleitte Delvaux voor Julie Pecher, en nadien trouwde hij met haar.